# Hassiba Ben Bouali
Hassiba Ben Bouali  (حسيبة بن بوعلي) (18 januari 1938 – 9 oktober 1957) was een leidster en strijdster in de Algerijnse onafhankelijkheidsoorlog (1954–1962).

## Biografie
Hassiba Ben Bouali werd geboren in El-Asnam (tegenwoordig Chlef), Algerije, in een welvaarende familie. Haar ouders verhuisden in 1947 naar Algiers, waar ze studeerde aan het Lycée Delacroix. Ze sloot zich aan bij de Scouts, en haar reizen brachten haar op de hoogte van de omstandigheden van het Algerijnse volk onder het koloniale bestuur. Dit motiveerde haar om zich op 16-jarige leeftijd in 1954 aan te sluiten bij de Union générale des étudiants musulmans algériens (Algemene Unie van Algerijnse Moslimstudenten). Ze nam deel aan de nationalistische strijd tot aan haar dood. In de Slag om Algiers van 1957 werden zij en drie metgezellen, waaronder Ali Ammar (ook bekend als Ali La Pointe) en Petit Omar, gedood toen Franse troepen hun schuilplaats in de Kasba van Algiers bombardeerden.
Ben Bouali werd afgebeeld in de film La battaglia di Algeri van de Italiaanse regisseur Gillo Pontecorvo. Een van de grootste lanen in Algiers en de universiteit van Chlef zijn naar haar vernoemd.